# PAGASA

La zona de responsabilitat de monitoratge de ciclons tropicals de PAGASA

L'Administració de Serveis Atmosfèrics, Geofísics i Astronòmics de Les Filipines (PAGASA, Pangasiwaang Pilipino sa Palingkurang Atmosperiko, Heopisikal at Astronomiko en tagàlog) és una institució nacional filipina destinada a proveir recomanacions, alertes i avisos sobre inundacions i tifons, i la previsió meteorològica incloent avisos de temps violent, així com informacions addicionals sobre meteorologia, astronomia i climatologia.